# Plan britannique d'expulsion des demandeurs d’asile au Rwanda

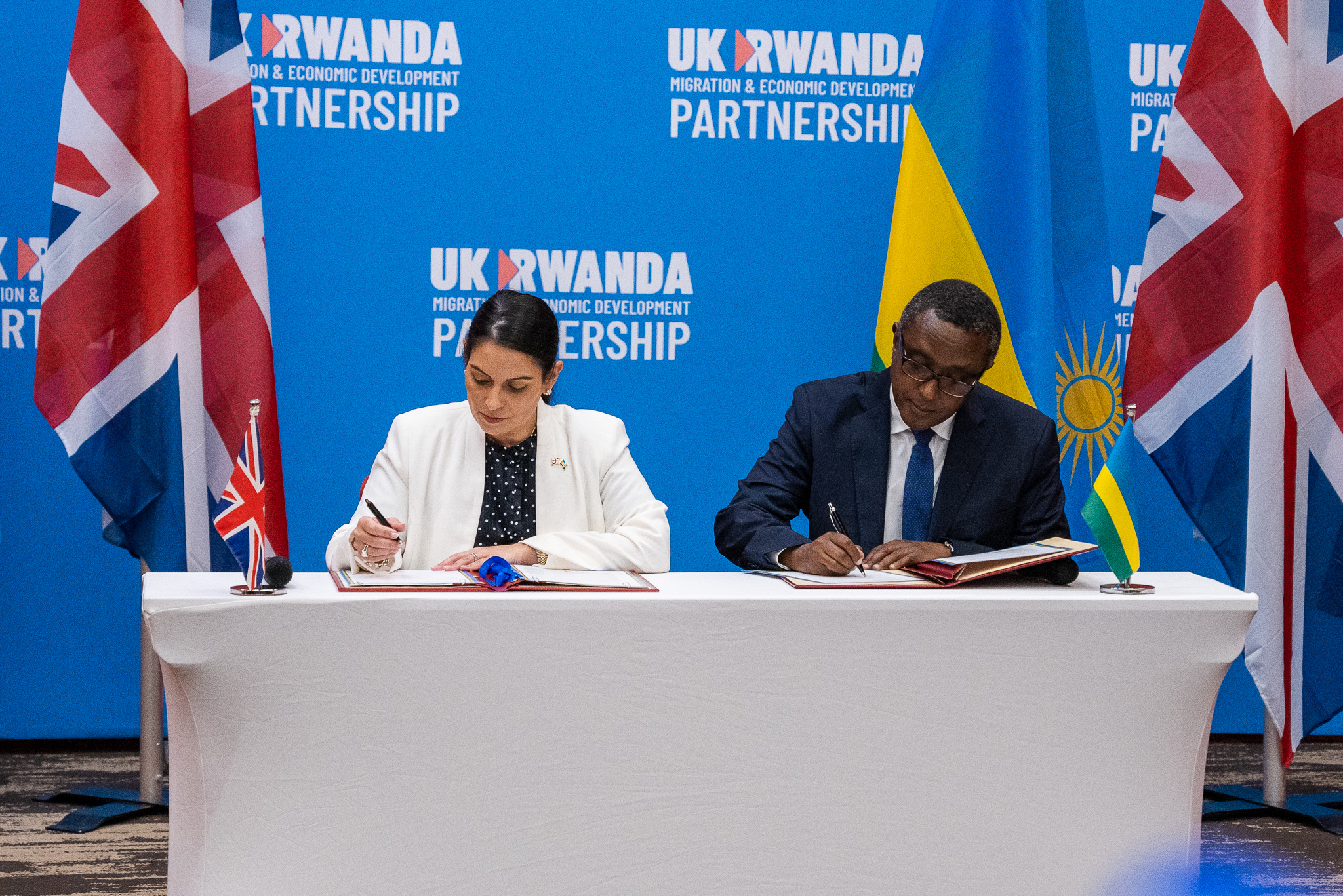
La ministre britannique de l'Intérieur Priti Patel et le ministre rwandais des Affaires étrangères Vincent Biruta signant l'accord le 14 avril 2022.

Le plan britannique d'expulsion des demandeurs d’asile au Rwanda (officiellement « UK and Rwanda Migration and Economic Development Partnership », partenariat entre le Royaume-Uni et le Rwanda en matière de migration et de développement économique, ou communément « Rwanda asylum plan ») est une stratégie d'externalisation de l'asile controversée qui prévoyait l'expulsion vers le Rwanda des demandeurs d'asile rentrés illégalement sur le territoire pour que leur demande d'asile y soit examinée, sans possibilité de retour vers le Royaume-Uni.
Le projet est élaboré à partir d'avril 2022 par le gouvernement de Boris Johnson, quelques mois après un naufrage très meurtrier dans la Manche, et poursuivi par ses successeurs. Il est bloqué par de multiples recours en justice, dont un avis de la Cour suprême britannique qui prononce en 2023 l’illégalité du projet, estimant que le Rwanda n'est pas un pays « sûr » pour les demandeurs d’asile. Le gouvernement britannique contourne cette interdiction avec une nouvelle version du traité et une loi définissant le Rwanda comme un pays « sûr »  (le « Safety of Rwanda Act (en) »), espérant les premières déportations vers le Rwanda au printemps 2024. 
Les expulsions sont suspendues par le Premier ministre Rishi Sunak en attente des résultats des élections générales du 4 juillet 2024, qui sont perdues par son gouvernement. Le nouveau Premier ministre britannique Keir Starmer annonce immédiatement que le plan est « mort et enterré ».
Au moins 290 millions de livres sterling ont été versées au Rwanda dans le cadre de l’accord sans qu’un seul demandeur d’asile n'ait été expulsé du Royaume-Uni au Rwanda.

## Contexte
La législation britannique ne permet de demander l'asile qu'une fois sur le sol britannique, mais il n'existe pas de visa pour entrer légalement dans le pays à cette fin.
L'accord rwandais passé en 2022 s'inscrit dans une série de projets britanniques controversés visant à tenir à distance les étrangers, comme des machines à vagues pour refouler les bateaux, ou des centres de traitement des demandes d’asile installés sur des barges flottantes,,,. L'un d'eux est installé en juillet 2023 sur l'île de Portland. 39 migrants y sont installés avant une évacuation due à une alerte à la légionellose. Le Royaume-Uni double son financement pour lutter contre l’immigration illégale depuis la France : le gouvernement de Rishi Sunak annonce verser 541 millions d’euros à la France sur la période 2023-2026.
Alors même que la Cour suprême britannique vient de rappeler le droit international concernant le principe de « non-refoulement », Londres tente de prendre modèle sur l’Australie, qui avait envoyé dès le début des années 2000 ses migrants sur les îles Manus et Nauru dans des camps gérés par des compagnies privées. Israël et le Danemark ont aussi conçu des projets similaires,,.
L'Italie prévoit à l'automne 2023 de déporter ses demandeurs d'asile en Albanie,,,, mais l'accord est temporairement bloqué par la cour constitutionnelle albanaise. À la différence du Royaume-Uni, l'Italie ne prévoit pas de céder à l’Albanie ses responsabilités en matière d’asile, ni d'empêcher les personnes qui obtiendraient d'asile sur le sol Albanais de se rendre en Italie. Les expulsions éventuelles auraient aussi lieu via l'Italie. Les coûts de ce système, évalués à 800 millions d’euros pour cinq ans, sont considérables. L'Albanie a donné son accord sans compensation financière officielle, mais au moment même où l'Italie a accepté de reconnaître les droits à la retraite d'un demi million de ses ressortissants travaillant en Italie. À l'automne 2024, après l'abandon du plan rwandais, le premier ministre britannique Keir Starmer se dit « très intéressé » par le projet de l'Italie, selon Giorgia Meloni,. Les premiers transferts vers l'Albanie en octobre, et novembre 2024, sont annulés par la justice.
La stratégie de délocalisation des demandes d'asile séduit les pouvoirs publics européens, et en 2024, Joachim Stamp (de) du parti libéral-démocrate allemand propose d'expulser vers le Rwanda les migrants qui arrivent illégalement dans l'Union européenne par la frontière avec la Biélorussie, en utilisant les installations rwandaises  prévues pour le plan britannique obsolète,.

## Historique
L'accord avec le rwanda est annoncé en avril 2022. Il prévoit d’expulser vers le Rwanda les étrangers arrivés « illégalement ou par des moyens dangereux ou inutiles en provenance de pays sûrs ». Selon les termes de l'accord, le Rwanda détient une délégation totale des responsabilités du Royaume-Uni en ce qui concerne l’examen des demandes. Il peut accorder l'asile sur son territoire. Les demandeurs n’ont aucune possibilité de revenir au Royaume-Uni. Le Guardian révèle en mai 2023 que la ministre britannique de l’Intérieur, Suella Braverman, a un projet de loi qui pourrait mener à la détention puis l’expulsion de plus de 3 000 demandeurs d’asile par mois, dès janvier 2024,. 
L'accord est contraire à la convention de Genève, qui interdit le refoulement des demandeurs d’asile vers un pays où leurs libertés seraient menacées, alors que le Rwanda est régulièrement dénoncé pour des détentions arbitraires et des procès non équitables,. La Haute cour de Justice valide sa faisabilité juridique en décembre 2023. Il est présenté comme une reprise du contrôle sur les frontières après le Brexit et se veut dissuasif, mais il est aussi interprété comme une tentative politique de diversion après le scandale du Partygate,.
Le premier vol charter ayant reçu l'autorisation légale de la Haute Cour était prévu le 14 juin 2022. Une mesure provisoire de dernière minute prise par la Cour européenne des droits de l'homme entraîne l'arrêt du plan jusqu'à la conclusion de l'action en justice au Royaume-Uni. Fin 2022, peu après un nouveau naufrage meurtrier dans la manche, et à un moment où le nombre de traversées de la Manche par des migrants n’a jamais été aussi élevé, la Haute Cour valide le plan, mais les cas individuels de huit demandeurs d'asile devant être expulsés cette année-là doivent être réexaminés. Le 29 juin 2023, la Cour d'appel invalide le plan, estimant que le Rwanda n’est pas « un pays tiers sûr » pour les demandeurs d’asile. Le gouvernement de Rishi Sunak dépose un recours auprès de la Cour suprême d’Angleterre et du Pays de Galles, qui confirme en novembre 2023 la décision en appel.
Quelques semaines plus tard, le 17 janvier 2024, le Premier ministre britannique Rishi Sunak réussit à faire adopter par la Chambre des communes, après des débats houleux et par 320 voix pour et 276 contre, un texte de loi qui permet de limiter au maximum les risques de recours juridiques contre les déportations, mais qui doit ensuite obtenir l'approbation de la Chambre des lords. Le texte ordonne aux tribunaux d'ignorer des sections clés de la loi sur les droits de l'homme et d'autres lois britanniques ou règles internationales, telles que la Convention internationale sur les réfugiés. En février 2024, une commission parlementaire juge ce projet de loi désignant le Rwanda comme un pays sûr est incompatible avec les obligations en matière de droits humains du Royaume-Uni,. Le syndicat représentant les hauts fonctionnaires intente une action en justice contre le plan, en argumentant qu'ignorer la Cour européenne des droits de l'homme serait une violation du droit international et donc du code de la fonction publique ; dans une décision préparée avant les élections générales, mais rendue après, la Haute Cour rejette la contestation.
Le ministre de l’Intérieur James Cleverly signe avec Vincent Biruta, le chef de la diplomatie rwandaise, une nouvelle version du traité entendant répondre aux objections de la Cour suprême, notamment concernant le risque de refoulement des demandeurs d’asile, qui est contraire au droit britannique et aux traités internationaux dont le Royaume-Uni est signataire : la Convention des Nations unies sur les réfugiés et la Convention européenne des droits de l’homme. Le gouvernement Sunak prépare par ailleurs une  loi visant à déclarer le Rwanda « sûr » au regard de l’asile. Le Haut Commissariat des Nations unies pour les réfugiés déclare que la dernière version du projet n'est pas compatible avec le droit international. Les parlementaires de la chambre des lords s'y opposent en janvier 2024,, et le Conseil de l'Europe en février 2024; le haut-commissaire aux droits de l’homme de l'ONU, Volker Türk, estime qu’il va « à l’encontre des principes fondamentaux des droits humains », et un rapport parlementaire britannique conclut que ce texte est « fondamentalement incompatible » avec les obligations du Royaume-Uni en matière de droits humains. Mais le premier ministre britannique, Rishi Sunak, assure en avril 2024 que toute est « prêt » pour expulser des demandeurs d’asile vers le Rwanda. Le projet de loi Safety of Rwanda (en), adossé au nouveau traité entre Londres et Kigali et définissant notamment le Rwanda comme un pays tiers sûr, est adopté par le Parlement britannique le 24 avril,.
De la même façon que la décision de la Cour suprême britannique selon laquelle le Rwanda n'est pas sûr au regard de l’asile est contournée par la loi Safety of Rwanda (en), la Haute Cour (en) irlandaise juge en mars 2024 que le Royaume-Uni n'est « pas sûr » au regard de l’asile du fait du risque de refoulement des demandeurs d’asile vers le Rwanda, mais la ministre irlandaise de la justice Helen McEntee fait alors passer une législation d’urgence qui déclare le contraire,,. 
Après avoir convoqué le 22 mai des élections générales pour le 4 juillet suivant, le Premier ministre Rishi Sunak déclare qu'aucun vol d'expulsion n'aurait lieu avant le résultat des élections le 4 juillet 2024. Les principaux partis d'opposition, le Parti travailliste et les Libéraux-démocrates, s'engagent à mettre fin au plan en cas de succès aux élections,. La question migratoire est centrale dans les débats politiques à l'approche des élections. Les résultats des élections marquent la défaite du gouvernement conservateur et le blocage du projet, sans qu’un seul demandeur d’asile n'ait été expulsé du Royaume-Uni au Rwanda. Le 6 juillet, le nouveau Premier ministre britannique Keir Starmer déclare que le plan d'expulsion du Rwanda est « mort et enterré avant même d'avoir commencé, il n’a jamais été dissuasif »,.  Quelques jours plus tard, la Haute Cour de justice classe les dossiers de trois migrants qui avaient déposé des recours devant la justice britannique contre leur expulsion au Rwanda. 
Le nouveau gouvernement veut lutter contre l'immigration illégale en mettant l’accent sur la lutte contre les passeurs et en créant une Border Security Command, (une « unité de sécurité aux frontières »).

## Bilan
Fin 2023, le Royaume-Uni avait déjà versé 140 millions de livres sterling (163,3 millions d’euros) au Rwanda dans le cadre de ce projet de déportation de demandeurs d'asiles.  Le gouvernement de Rishi Sunak a confirmé que 290 millions de livres sterling avaient été versées au Rwanda dans le cadre de l’accord. Une enquête de l'organisme de surveillance des dépenses de Whitehall a révélé que le coût du projet pourrait atteindre un demi-milliard de livres sterling, et la nouvelle secrétaire d'État à l'Intérieur Yvette cooper a estimé l'argent dépensé sur ce projet par le précédent gouvernement conservateur à 700 millions de livres.
Un premier demandeur d'asile dont la demande d'asile avait été rejetée en 2023 a été transféré vers le Rwanda le 29 avril 2024, deux jours avant les élections locales en Angleterre et au Pays de Galles ; le gouvernement espérait alors expulser au Rwanda « d’ici la fin de l’année »  5 700 demandeurs d’asile, sélectionnés parmi plus de 57 000 personnes arrivées au Royaume-Uni par la Manche en 2022 et 2023. Selon The Independent, cinq migrants ont volontairement accepté de quitter le Royaume-Uni et de se rendre au Rwanda, mais dans le cadre d’un arrangement distinct du plan. 
Les implications financières d'un retrait de l'accord, la facture totale et les conséquences diplomatiques sont incertaines. Selon un porte-parole du gouvernement rwandais, l'accord ne comportait pas de clause de remboursement,. En 2025, le Rwanda demande 50 millions de livres de dédommagement, après que le Royaume-Uni cesse de l'aider financièrement en raison de son soutien du Rwanda au M23.

## Documents
- (en) « Memorandum of Understanding between the government of the United Kingdom of Great Britain and Northern Ireland and the government of the Republic of Rwanda for the provision of an asylum partnership arrangement », sur GOV.UK, 13 avril 2022
- (en) UK Parliament, « Safety of Rwanda (Asylum and Immigration) Bill - Parliamentary Bills », 26 avril 2024